# Idiodes prionosema
Idiodes prionosema là một loài bướm đêm trong họ Geometridae.